# Femmes solidaires
Femmes solidaires („Solidarische Frauen“) ist eine französische feministische Vereinigung, die während des Zweiten Weltkriegs unter dem Namen Union des femmes françaises (UFF) gegründet wurde. Die Bewegung arbeitet für die Verteidigung und Ausweitung der Frauenrechte, die Gleichstellung der Geschlechter und für internationale Solidarität.

## Die Anfänge im Untergrund
Die Ursprünge der Vereinigung gehen auf die Frauenkomitees der französischen Résistance um 1941 zurück, die aus den von Danielle Casanova gegründeten Basiskomitees der Résistance hervorgegangen sind.
Diese Frauenausschüsse entstanden nach und nach auf lokaler, dann auf regionaler und überregionaler Ebene. Sie wurden in der Union des femmes françaises in der Besetzten Zone und in der Union des femmes de France in der Freien Zone zusammengeschlossen. Die Führerinnen waren zunächst Josette Dumeix, dann Maria Rabaté für die nördliche Zone, nach der Verhaftung von Danielle Casanova und Marcelle Barjonet war es Simone Bertrand in der freien Zone. Die UFF wurde um 1943 im Rahmen der kommunistischen Widerstandsbewegung während der Besetzung Frankreichs durch Nazi-Deutschland gegründet. Diese Organisation brauchte lange Zeit, um sich zu etablieren, vor allem wegen der häufigen Verhaftung ihrer Mitglieder durch die Besatzer oder das Vichy-Regime.
Im April 1944 baten die Francs-tireurs et partisans die UFF um Hilfe durch Aufnahme in ihre Hilfsdienste als Nachrichtendienst, als Verbindungs- oder Betreuungseinheit. Ein Lenkungsausschuss, bestehend aus Yvonne Dumont, Françoise Leclercq, Irène Joliot-Curie und Eugénie Cotton trafen am 11. Juni zusammen, um den Vorschlag zu bewerten. Die UFF wurde zu einer landesweiten Bewegung, die dann beim Nationalen Rat des Widerstands ihre Anerkennung beantragte.

## Nach der Befreiung
Vor der Befreiung waren die einzelnen Komitees von der Kommunistischen Partei Frankreichs (PCF) unter den Namen Union des femmes françaises pour la Zone nord und Union des femmes de France de la Zone sud vereinigt worden.
Nach der Befreiung schlossen sie sich zusammen und wurden offiziell unter dem Namen „Union des femmes françaises“ registriert. Diese Vereinigung wurde zu einer der wichtigsten Organisationen der PCF und wurde auf einem Parteitag am 21. Dezember 1944 offiziell anerkannt.

## Nachkriegszeit

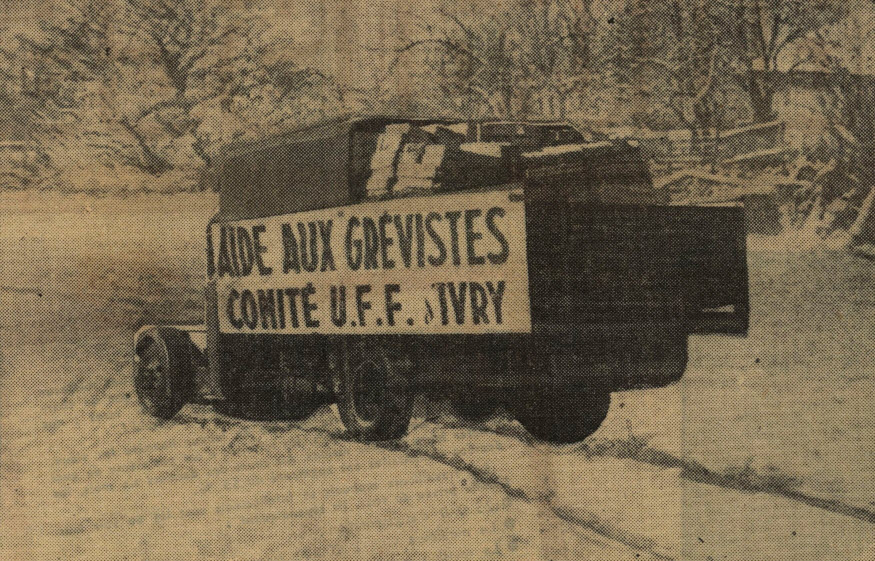
UFF-Versorgungsfahrzeug, Dezember 1947

Unter der Leitung von Jeannette Vermeersch und Claudine Chomat war die Organisation nach der Befreiung und in den Jahren des Kalten Krieges eine „kommunistische Massenorganisation“, vor allem durch ihre Zeitschrift Femmes françaises.

## Grundsätze und Ziele
Femmes solidaires ist inzwischen eine nationale feministische Volksbildungsbewegung, die sich aus mehr als 190 lokalen Vereinigungen in ganz Frankreich und den überseeischen Departements zusammensetzt.
Die Grundwerte der Vereinigung beruhen auf Säkularismus, sozialer Vielfalt (fr:mixité sociale), Gleichberechtigung der Frauen, Frieden und Freiheit. Sie hat derzeit fast 30.000 Mitglieder und gibt monatlich die Zeitschrift Clara heraus. Ihre sozialen Ziele sind die Bekämpfung aller Formen von Diskriminierung und Herrschaft, insbesondere in den Bereichen Arbeitsrecht, Gleichstellung von Männern und Frauen am Arbeitsplatz, Parität und Bekämpfung von Gewalt gegen Frauen.
Femmes solidaires hat einen besonderen Beraterstatus beim Wirtschafts- und Sozialrat der Vereinten Nationen. Der Verband ist auch an internationalen Solidaritätskampagnen beteiligt und arbeitet mit zahlreichen feministischen Organisationen in verschiedenen Ländern der Welt zusammen.

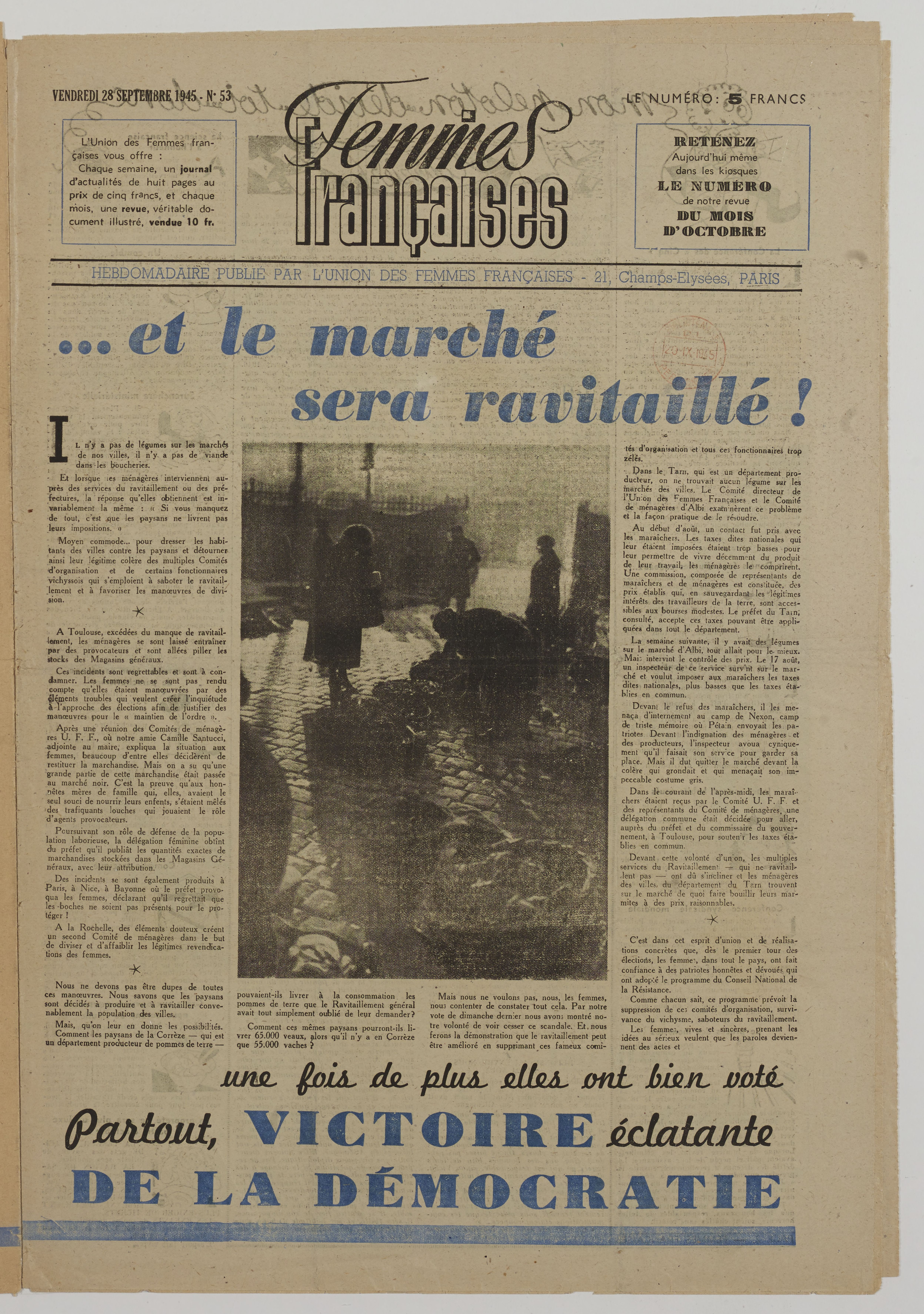
Titelseite von Femmes françaises, Wochenzeitung für Frauen

## Zitierte Literatur
- Femmes françaises: Les paysans envoient du ravitaillement pour les travailleurs en lutte et leurs familles. In: Gallica. France d'abord, 6. Juni 1947 (französisch).
- BNF: Union des femmes françaises | BnF Catalogue générale - Bibliothèque nationale de France. In: BNF. 2. Mai 2023 (französisch, FRBNF12076018).
- Jacques Girault, Dominique Loiseau: BERTRAND Simone, Séraphine. In: maitron.fr. 2023, abgerufen am 21. September 2022 (französisch).
- William Guéraiche: Les femmes et la République: essai sur la répartition du pouvoir de 1943 à 1979. Editions de l'Atelier, 1999, ISBN 978-2-7082-3468-0 (französisch, google.com [abgerufen am 21. September 2022]).
- Dominique Loiseau: L'Union des femmes françaises pendant les Trente Glorieuses: entre 'maternalisme', droit des femmes et communisme. (deutsch: The French Women's Union during the Trente Glorieuses: between 'maternalism', women's rights and communism). In: Le Mouvement Social. 4. Jahrgang, Nr. 265, 2018 (französisch, cairn.info).
- Dominique Loiseau, Claude Pennetier: BARJONET Marcelle, épouse HURAUX. In: maitron.fr. 2023, abgerufen am 21. September 2022 (französisch).
- Emmanuel Naquet Naquet: Histoire des gauches en France. (deutsch: History of the left-wing parties in France). Hrsg.: Becker. Band 2. La Découverte, Paris 2004, Ligues et associations (französisch).
- Gisèle Sapiro: Brassard de l'Union des femmes françaises - Île-de-France. In: museedelaresistanceenligne.org. 2004, abgerufen am 21. September 2022 (französisch).

## Sonstige Literatur
- Marie Cerati: Le club des citoyennes républicaines révolutionnaires. éd. sociales, Paris 1966.
- Carolyn Eichner: Surmounting the Barricades: Women in the Paris Commune. Indiana University Press, 2004
- Eric Fassin, Clarisse Fabre: Liberté, égalité, sexualités. Belfond 2003.
- Lisa Greenwald: Daughters of 1968: Redefining French Feminism and the Women's Liberation Movement. University of Nebraska Press, Nebraska 2018.
- M. Jaspard: Enquête sur les violences faites aux femmes. La documentation française, 2002.
- Marc de Villiers: Histoire des clubs de femmes et des légions d’Amazones (1793-1848-1871). Plon-Nourrit et cie, Paris 1910.